# Station Strączno
Station Strączno is een spoorwegstation in de Poolse plaats Strączno.